# Datça-Halbinsel

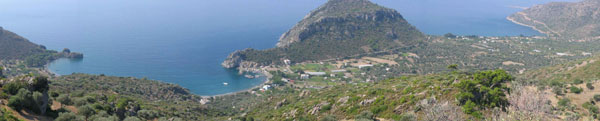
Die Halbinsel ist von zahlreichen kleinen Buchten gesäumt

Die Datça- oder Reşadiye-Halbinsel, früher auch die Dorische Halbinsel oder die Knidos-Halbinsel (griechisch: Χερσόνησος Κνιδία (Chersónisos Knidía); lateinisch: peninsula Cnidos) genannt, ist eine 80 km lange, schmale Halbinsel in der Provinz Muğla im Südwesten der Türkei. Sie trennt den Golf von Gökova (im Norden) vom Golf von Hisarönü. Sie liegt westlich der Stadt Marmaris und nördlich der Inseln Rhodos und Symi. In westlicher Verlängerung befindet sich Nisyros.
Die Nordküste ist flach, mit ausgedehnten Buchten, in denen im Sommer der Meltemi-Wind weht. Die Südküste ist felsig und zerklüftet. Aufgrund ihrer natürlichen Schönheit und ihrer vielen Buchten und Häfen wird die Halbinsel gerne von Privatyachten bereist und liegt auf der Route vieler Bootstouren, welche üblicherweise in Bodrum oder Marmaris starten.
Die Stadt Datça, in der die meisten Einwohner der Halbinsel leben, liegt in deren Mitte. An der Westspitze liegt die antike Hafenstadt Knidos. Auf der Halbinsel befinden sich eine große Zahl Ferienhäuser und andere Feriensiedlungen, die vorwiegend von türkischen Urlaubern besucht werden. Der für benachbarte Regionen wie Marmaris oder Bodrum typische Massentourismus europäischer Prägung hat auf der Datca-Halbinsel erst in geringem Maße eingesetzt, was auf den langen Transferweg zum Flughafen Dalaman zurückzuführen ist, der zudem noch nicht ganzjährig von internationalen Flughäfen angeflogen wird. Außerdem existieren erst wenige der großen und für den europäischen Markt typischen Hotelanlagen.

## Namen
Wegen ihrer Besiedlung durch dorische Kolonisten von der Peloponnes wurde sie auch die Dorische Halbinsel genannt.
Der Name Reşadiye ehrt den osmanischen Sultan Mehmed V. Reşad, wird aber heute nur noch selten gebraucht.